# Mallosia interrupta
Mallosia interrupta es una especie de escarabajo longicornio del género Mallosia, tribu Phytoeciini, subfamilia Lamiinae. Fue descrita científicamente por Pic en 1905.

## Descripción
Mide 22-38 milímetros de longitud.

## Distribución
Se distribuye por Irán y Turquía.